# Ariel Pink
Ariel Pink, geboren als Ariel Marcus Rosenberg (Los Angeles, 24 juni 1978), is een Amerikaanse rockzanger, die wordt gekoppeld aan de New Weird America. Kenmerkend voor zijn muziek is de op alle albums consequent doorgezette Lo-Fi-Sound en de zelfironische, vaak bizar optredende teksten.

## Discografie
- 2002: House Arrest/Lover Boy (Haunted Graffiti 5-6) (Ballbearings Pinatas; Demonstration Bootleg)
- 2003: Worn Copy (Haunted Graffiti 8) (Rhystop)
- 2004: The Doldrums (Haunted Graffiti 2; Reissue) (Paw Tracks)
- 2005: Worn Copy (Haunted Graffiti 8; Reissue) (Paw Tracks)
- 2005: Ariel Pink's Haunted Graffiti - Pedestrian Pop Hits (Southern Records)
- 2006: House Arrest (Haunted Graffiti 5; Reissue) (Paw Tracks)
- 2006: Lover Boy (Haunted Graffiti 6; Reissue) (Ballbearings Pinatas)
- 2006: My Molly EP (Tiny Creatures)
- 2006: Ariel Rosenberg's Thrash and Burn: Pre (Human Ear Music)
- 2006: Ariel Friedman EP (Human Ear Music)
- 2006: Ariel Pink's Haunted Graffiti 7 Gates of Zion/Ghosts* (Mistletone)
- 2006: Ariel Pink's Haunted Graffiti - Witchhunt Suite for WW3 12 (Melted Mailbox)
- 2006: Holy Shit - Stranded At Two Harbors (UUAR)
- 2007: Scared Famous (West Coast Tour Edition) (Human Ear Music)
- 2007: Underground (Haunted Graffiti 1) (Vinyl International)
- 2008: Glow In The Dark LP (Manimal Vinyl) with Geneva Jacuzzi
- 2008: Oddities Sodomies Vol. 1 (Vinyl International)
- 2010: Before Today (4AD)
- 2012: Mature Themes (4AD/Beggars Group/Indigo)
- 2014: Pom Pom (4AD)
- 2017: Dedicated to Bobby Jameson (Mexican Summer)
- 2022: The Key of Joy is Disobedience
- 2022: Never Made A Demo, Ever

- Bibliothèque nationale de France: cb16236893f (data)
- Gemeinsame Normdatei: 1034992929
- International Standard Name Identifier: 0000 0000 9647 4745
- Library of Congress Control Number: no2005032192
- MusicBrainz: 5882e375-503f-4bd2-89b1-967e0bfcb199
- Système universitaire de documentation: 194621014
- Virtual International Authority File: 142456734
- WorldCat: E39PBJrcqThMqKMpRfr3HFkqwC